# 屈大均墓
屈大均墓位于广东省广州市番禺区新造镇思贤村宝珠岗，是明末清初的反清志士屈大均以及其父母子媳之墓。1989年6月公布为第三批广东省文物保护单位。

## 建筑
屈大均及其家人的墓地总共占地面积约为150平方米，整体呈梯字形，前宽后窄，前部阔14.5米，后部阔6.8米，两侧长9.8米。屈大均的墓立于墓域中间靠右之处。坟面呈“凸”字形，用灰沙建造，长1.7米，宽2.8米，是由享堂和山手组成的交椅墓。从正面看去，享堂正面的立壁为钟形，中间有一块青石碑，碑面正中刻着“明屈翁山先生墓”七个字，留款为“民国十八年己巳仲冬番禺县长南海陈樾题”。碑前面有一块长方形状的拜台。享堂前两侧各筑有一排半米多高的石壁，称为山手。屈大均的墓表在屈大均墓的左后方，高1.78米，宽1.8米，是当地出身的进士、翰林院编修吴道鎔所书，内容是屈大均的生平以及建树。屈大均墓前方右侧也有一块石碑，上面刻有“墓松图碑记”，但碑文因为年代太久，遭风雨侵蚀而已经字迹模糊。屈大均墓的左上方是父亲屈澹足的墓，右上方则是母亲黄太君墓，而左下方则为屈大均儿子与儿媳的墓。

### 思賢亭
屈大均墓地的右前侧有一座墓亭，是1986年番禺县人民政府为了纪念屈大均逝世290周年而建造的，名为思贤亭。亭内正中央立有一块石碑，正面刻有“思贤亭记”，背面刻有屈大均像。

## 历史
屈大均生于1630年，广东番禺人，是“岭南三大家”之首。屈大均早年受业于陈邦彦门下，补南海县生员。1646年清军攻陷广州后，参与陈邦彦领导的反清运动，但运动失败，陈邦彦等人被处死。后来屈大均削发为僧，云游四海，秘密联络反清力量，但屡次失败，最后郁郁而终，终年67岁。
屈大均死后，其作品被列为禁书。雍正七年（公元1730年），广东巡抚傅泰追查屈大均著作，发现其中“多有悖逆之词，隐藏抑郁不平之气”，于是上报朝廷。刑部在受理屈大均案时，拟要掘墓戮尸枭首。雍正念屈大均的儿子屈明洪能投案自首，便免除其父戮尸之刑。终大清一朝，屈氏后人都不敢为屈大均立碑树表，只能凭暗记指认屈大均墓穴拜祭。
1928年，清朝已经灭亡。当时的番禺县县长陈樾应当地乡民要求，为屈大均修建墓碑。1985年，广州市和番禺县人民政府拨款，再次对屈大均墓进行修缮。

## 交通

### 巴士
思贤村

| 编号 | 编号 | 线路               | 线路 | 线路       | 收费  | 运营商   | 备注                             |
| ---- | ---- | ------------------ | ---- | ---------- | ----- | -------- | -------------------------------- |
|      | 番51 | 番禺中心医院       | ⇆    | 化龙车站   | 2–3元 | 番广客运 | 南村-化龙段：经市新路 30–60分/班 |
|      | 番53 | 广州碧桂园         | ⇆    | 化龙车站   | 2–3元 | 番广客运 |                                  |
|      | 番60 | 广州化龙驾驶人考场 | ⇆    | 新造地铁站 | 2元   | 番广客运 |                                  |